# Jón Guðmundsson

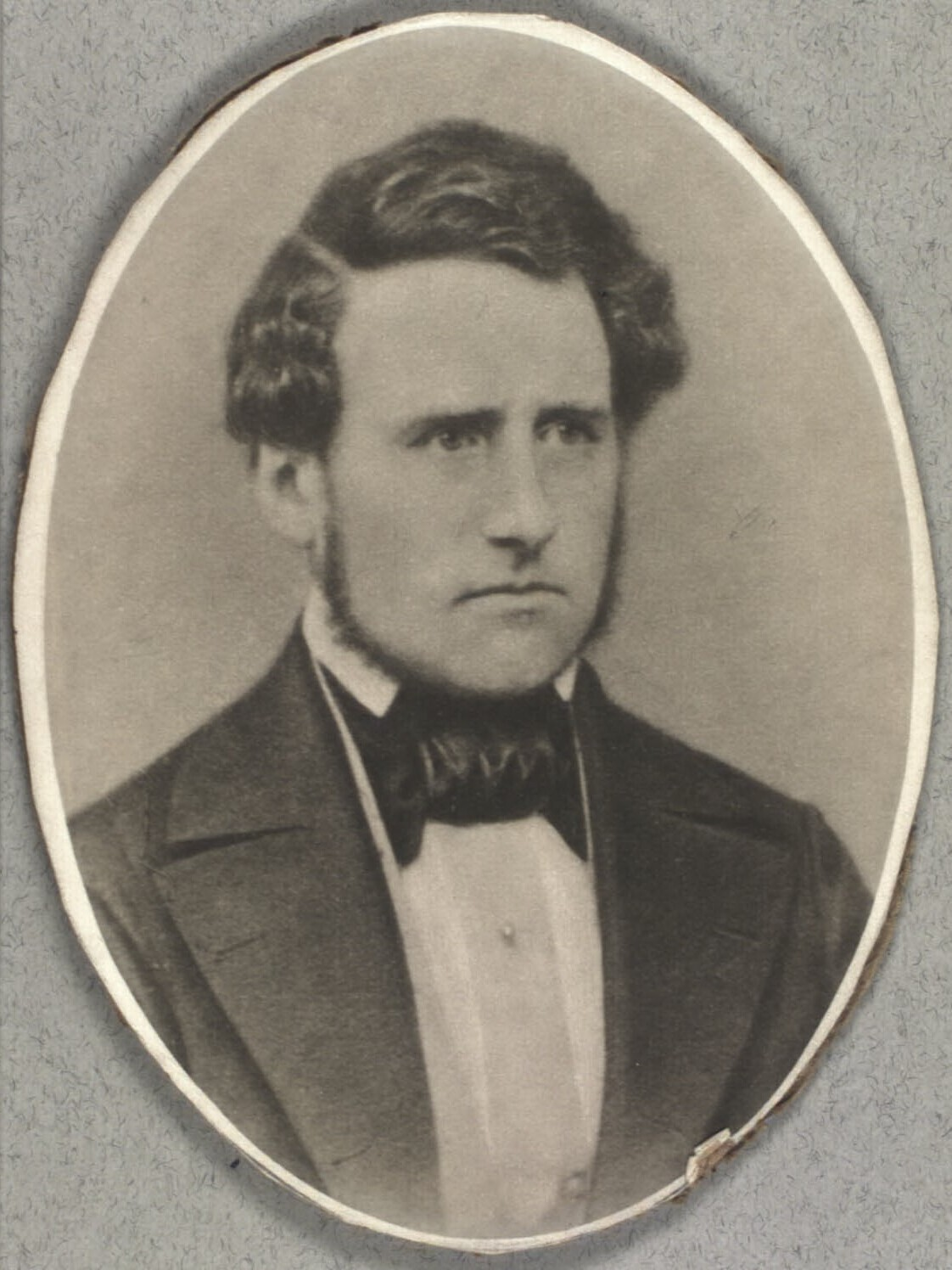
Jón Guðmundsson

Jón Guðmundsson, född 15 december 1807, död 31 maj 1875, var en isländsk politiker. 
Jón dimitterades 1832 från Bessastaðir och anställdes hos en juridisk ämbetsman, tills han 1835 utnämndes till administratör för det offentliga jordegodset i Skaftafellssýsla (Kirkjubæjarklausturs jordegods), en befattning som han innehade till 1847, då han bosatte sig i Reykjavik. Vid alltingets återupprättande valdes han 1845 till alltingsman för Skaftafellssýsla, vars representant han var till 1867. 
Jón var en av de fem islänningar, som av regeringen utsågs till att representera Island i den grundlagsgivande riksförsamlingen. Åren 1849–1851 var han konstituerad sysselman i Skaftafellssýsla; men vintern 1850–1851 tillbringade han i Köpenhamn, där han tog dansk juridisk examen 1851. Samma sommar förelade regeringen för en församling i Reykjavik ett förslag till lag om Islands ställning i riket. Detta avvisades av församlingen, som framställde ytterligare krav om politisk självständighet. Efter församlingens plötsliga upplösning lämnade Jón sitt ämbete för att kunna delta i en till kungen avsänd deputation, som dock inte uppnådde något. 
Hösten 1852 övertog Jón tidningen "Þjóðólfur" efter Sveinbjörn Hallgrímsson och ägnade sig nu huvudsakligen åt politisk verksamhet. Genom sin lilla tidning, som i några år var landets enda dagstidning, fick han ett betydande inflytande och kan räknas till ledarna av den offentliga meningen på Island under den följande 20-åriga författningsstriden. Med iver och intresse dryftade han offentliga och kommunala angelägenheter. Han kritiserade ofta administrationen; räkenskaper avseende offentliga medel, krävde han avlagda offentligt. I författningsfrågan anslöt han sig väsentligen till Jón Sigurðsson. Som alltingsman blev han flera gånger vald till ordförande eller vice ordförande. Av regeringen var han inte välsedd, men konstituerades dock 1858 som sakförare vid Landsoverretten. År 1874 överlät han sin tidning till diktaren Matthías Jochumsson. Jón var en livlig och energisk natur; han var den förste, som lyfte tidningarna till ett visst anseende på Island.